# Einar Kihlberg
Einar Napoleon Kihlberg, född 13 oktober 1894 i Njurunda församling i Medelpad, död 1 april 1982 i Danderyd, var en svensk målare och dekorationsmålare.
Han studerade konst för Birger Simonsson och Carl Ryd vid Valands målarskola samt för Albert Eldh vid Slöjdföreningens skola i Göteborg. Under Eldhs ledning utförde han dekorationsmålningarna i Lysekils kyrka. Separat ställde han ut i Stockholm och i ett flertal landsortsstäder bland annat på SDS-hallen i Malmö och han medverkade i samlingsutställningar med olika lokala konstföreningar. Hans konst består av blomsterstilleben, hamnbilder och landskapsskildringar utförda i olja. Kihlberg är representerad vid Bollnäs museum och hembygdsgården Fränsta i Medelpad. 